# Južno poveljstvo Združenih držav Amerike
Južno poveljstvo Združenih držav Amerike (angleško United States Southern Command; kratica USSOUTHCOM) je eno od petih interrodovnih (združenih) poveljstev oboroženih sil ZDA, ki pokrivala Južno Ameriko.
Sedež poveljstva je v Miamiju (Florida).